# Цителхеви (Багдатский муниципалитет)
Цителхеви (груз. წითელხევი; ранее: Садеметрао — სადემეტრაო) — село в Грузии, в муниципалитете Багдати в крае Имеретия. Население — 2079 человек (2014).

## География
Цителхеви расположен на берегу реки Корисскали, левом притоке реки Риони. Высота над уровнем моря — 200 метров. Находится в 7 километрах от Багдати.

## Население
По данным на 2014 год, в селе проживает 2079 человек.
| Год переписи | Численность населения | Мужчин | Женщин |
| ------------ | --------------------- | ------ | ------ |
| 2002         | 3075                  | 1465   | 1610   |
| 2014         | ▼2079                 | 1044   | 1035   |

## Достопримечательности

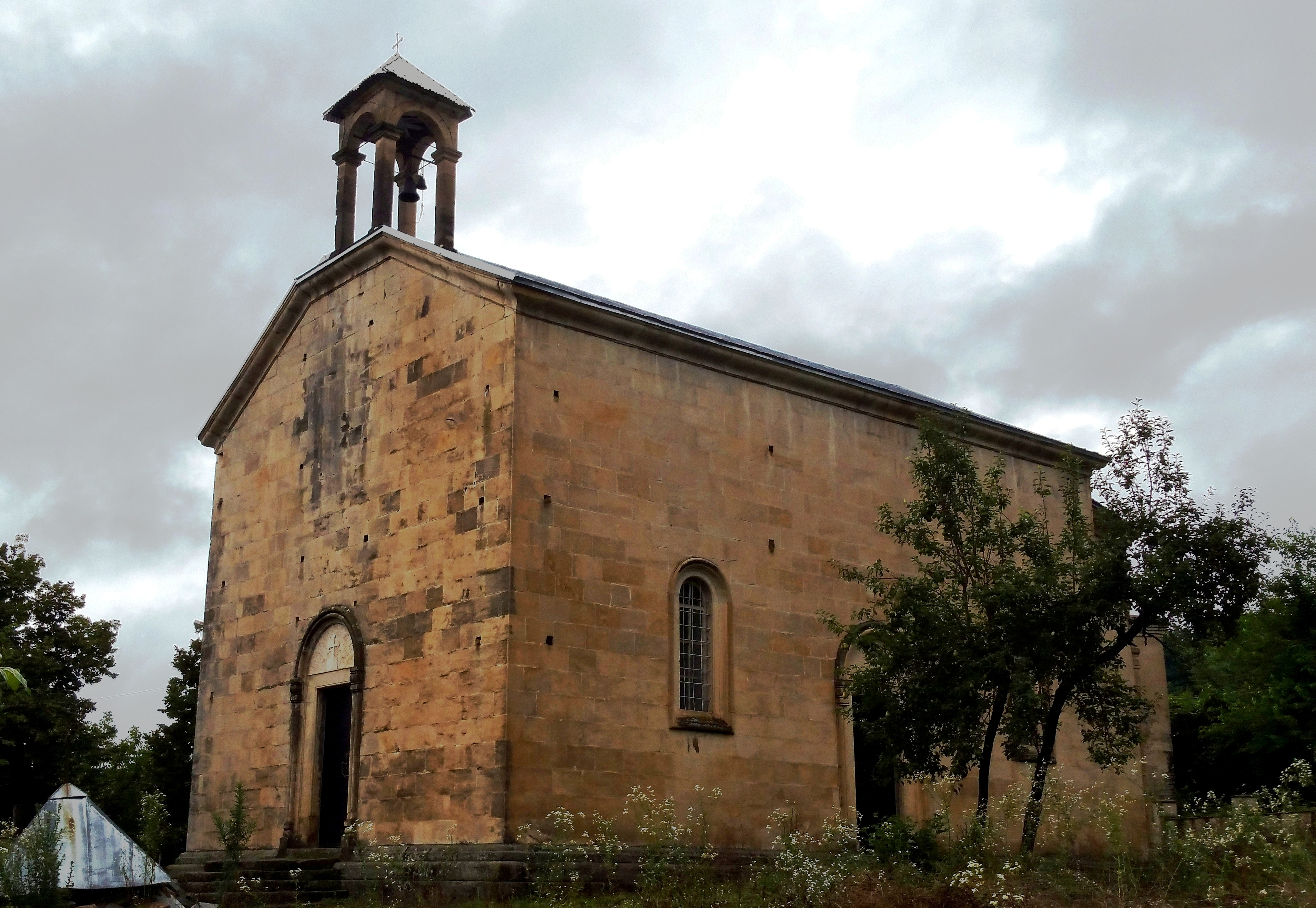
Средневековая церковь
Церковь Успения Пресвятой Богородицы

- Церковь Успения Пресвятой Богородицы
- Руины средневековой церкви